# 日本演歌歌謡大賞
日本演歌歌謡大賞は、2019年に開催された、演歌・歌謡曲に特化した音楽に関する賞。主催は全国有線音楽放送協会（全音協）と日本演歌歌謡大賞実行委員会。
前身は、1968年から2017年まで年末を中心に開催された『日本有線大賞』。
第2回以降の開催は見送りとなっている。

## 概要
- 全音協は、1968年から2017年まで『日本有線大賞』を主催し、発表音楽祭をテレビ放送してきたが、視聴率低迷などにより終了し、これに代わる音楽祭を新たに開催することとなった[2]。
- 『日本有線大賞』同様、全音協加盟会社で最大手のキャンシステムに寄せられるリクエストを基準に各賞を決定、表彰する。
- 優秀賞だけでなくその中から最も優れた作品を一つ選ぶ大賞が発表される。奨励賞は今年1年に活躍し、デビューしてから10年以内の方に贈られる。
- 本賞と『日本作詩大賞』を合わせて、演歌・歌謡曲における2大賞レースとして位置づけていた。

## 発表音楽祭の開催について
- 第1回は2019年2月18日にメルパルク東京内のメルパルクホールにて行われ、同年3月24日には関連する特別番組がBS11にて19:00 - 20:54に放送された[3]。
  - 番組は2部構成となっており、授賞式と受賞者の受賞曲の披露は前半に行い、後半は受賞者の最新曲を披露する歌謡ショー形式となっている。
  - 受賞歌手が歌う際の歌詞は、通常よりも大きい文字で表示されている。これは当該音楽祭及び特別番組の性格上、中高年層をメインターゲットにしているためである[4]。
  - 本賞はBS11も後援に加わっているが、特別番組の制作著作は全音協となっている。

## 司会者
電子番組表ではMCと表示
- 小林奈々絵（2019年）

## 大賞受賞者一覧
| 回数  | 受賞者     | 受賞曲         |
| ----- | ---------- | -------------- |
| 第1回 | 氷川きよし | 「勝負の花道」 |

## 第1回日本演歌歌謡大賞
優秀賞
| 受賞者       | 受賞曲                 |
| 大月みやこ   | 母なる海よ             |
| 伍代夏子     | 宵町ち灯り             |
| 氷川きよし   | 勝負の花道             |
| 藤あや子     | 素顔                   |
| 増位山太志郎 | 泣き虫                 |
| 水森かおり   | 水に咲く花・支笏湖へ   |
| 山川豊       | 今日という日に感謝して |

奨励賞
| 受賞者     | 受賞曲               |
| 辰巳ゆうと | 下町純情             |
| 松尾雄史   | さよならを嘘に変えて |

## 特別番組スタッフ
- 主催：一般社団法人全国有線音楽放送協会、日本演歌歌謡大賞実行委員会
- 日本演歌歌謡大賞選考委員：工藤嘉高、斉藤信之、杉山隆一、田崎勝也、反畑誠一、内木敬典、藤中治
- 日本演歌歌謡大賞運営委員：坂垣貴之、工藤麻由、鹿野荘史、平井弘、平野美幸、深澤誠一、吉田正人
- ナレーター：木村結香
- 構成：荒井靖裕
- PA：久保田晴野
- カメラ：菊池隆、古川祥行、石原啓之、佐野潤、対馬千鶴
- VE：田近合則
- 音声：川崎修
- CA：高植明史
- CG：徳永拓馬
- 編集：山浦真仁、柳田真司
- MA：上甲典靖
- 協力：有限会社オフィスコウセイ、ホテルメルパルク東京 メルパルクホール、月岡靖智
- 技術協力：テックサービス、スタジオナオ
- AD：松本賢一、ジョシカン
- ディレクター：大石渉
- プロデューサー：高木征太郎、郡司玲奈
- スーパーバイザー：工藤嘉高、斉藤信之、杉山隆一
- チーフプロデューサー：鹿野荘史
- 制作協力：ぴあ
- 製作著作：全国有線音楽放送協会

## 関連番組
- 日本演歌歌謡大賞への道（2018年8月26日から月1回、BS11で放送）

## 関連リンク
- エンターテイメント　日本演歌歌謡大賞への道｜BS11
- 有線放送番組案内サイト（日本演歌歌謡大賞）